# Kruidnagel
Kruidnagel is een specerij met een zeer overheersende smaak. Kruidnagels zijn de gedroogde, nog gesloten bloemknoppen van de kruidnagelboom (Syzygium aromaticum, synoniemen: Eugenia aromatica en Eugenia caryophyllata). Een kruidnagel bestaat uit een ongeveer 1 cm lang steeltje, met daarop het knopje, dat zo'n 3 mm in diameter is.

## Etymologie
De naam kruidnagel komt van kruid in de vorm van een (draad)nagel of spijker.

## Toepassingen
In Indonesië verbruikt men bijna de gehele kruidnagelproductie in het land zelf, onder andere omdat kruidnagels daar in de Kretek-sigaretten worden verwerkt. De naam Kretek is een klanknabootsing van het knetteren van deze sigaretten wanneer ze worden aangestoken. De olie uit de kruidnagel verbrandt dan.
Kruidnagels worden veel gebruikt in koekkruiden, zoals in speculaas. Bij stoofgerechten, zoals runderlappen worden kruidnagels langdurig meegetrokken. Traditioneel worden kruidnagels ook meegekookt met rodekool en met wild. Kruidnagel vormt een bestanddeel van het kerriemengsel. In Duitsland worden kruidnagels toegevoegd aan glühwein, in Nederland worden kruidnagels toegevoegd aan de (vergelijkbare) bisschopswijn. De kruidnagels zelf moeten niet gegeten worden, want zelfs na lang stoven hebben ze nog een zeer sterke smaak. Dit geldt niet voor de kruidnagels in de Friese nagelkaas.
Kruidnagelolie (eugenol) wordt in de tandheelkunde gebruikt als verdovend middel. Vroeger werd de kruidnagel als verdoving in een pijnlijke kies gestoken, tegenwoordig wordt zink-eugenol ook als bestanddeel tijdens een wortelkanaalbehandeling gebruikt. Ook wordt het gebruikt om kleine ondoorzichtige organische monsters of diertjes (vlooien, andere kleine insecten) te 'klaren' (doorschijnend te maken) voor microscopie.
De stof eugenol uit kruidnagelolie wordt gebruikt als uitgangsmateriaal bij de productie van vanilline.
Kruidnagelolie wordt ook toegepast in parfum en kalknagelolie. Diverse kruidenbitters en likeuren ontlenen hun sterke smaak aan kruidnagels. Verschillende wierooksoorten krijgen een extra aroma met kruidnagel.

## Productie

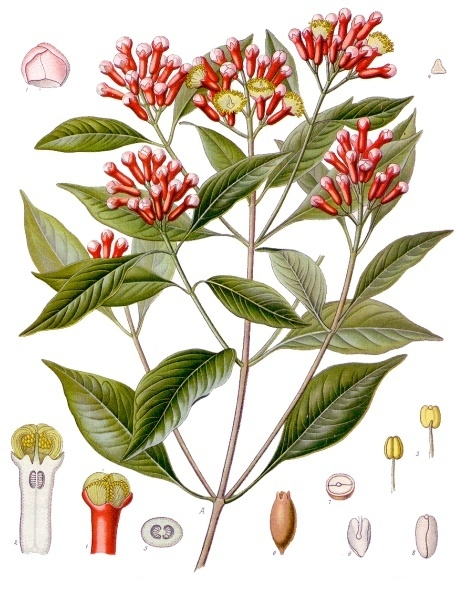
bron: Koehler (1887)

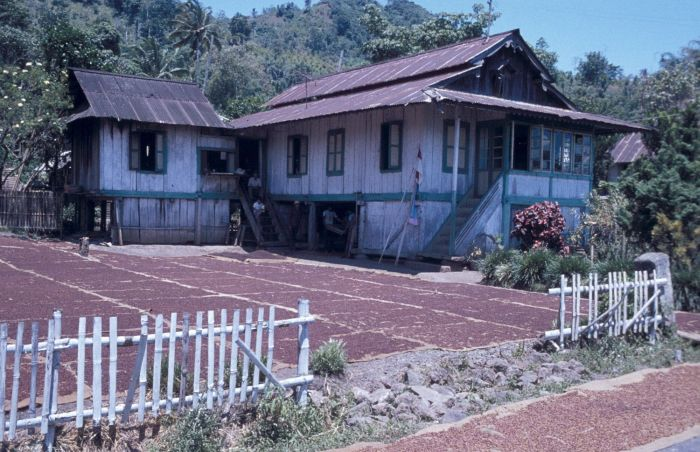
drogen van kruidnagels na de oogst

De kruidnagelboom is een fraaie boom met dicht groen loof en bloemen die in kleine trossen aan het uiteinde van de takjes hangen. De kruidnagels zijn de gedroogde, nog gesloten bloemknoppen van deze boom. In de groene bloemknoppen is al duidelijk de vorm van de toekomstige kruidnagel te herkennen. De kruidnagelboom groeit langzaam en er kan pas na zes tot acht jaar voor het eerst worden geoogst. Daarna kan de oogst tot wel honderd jaar doorgaan. De boom is 9–12 m hoog, piramidevormig en altijd groen. In de bloeitijd hangen de bomen vol met trosjes felrode bloemknoppen.
De kruidnagelboom groeit van oorsprong op slechts een paar eilanden van de Molukken: Batjan, Makian, Moti, Ternate en Tidore. Nog steeds (2012) wordt ongeveer twee derde van alle kruidnagels in Indonesië geoogst. Kruidnagelbomen houden van een tropisch zeeklimaat. Ook in Madagaskar, Tanzania (voornamelijk op de eilanden Zanzibar en Pemba), Sri Lanka, Maleisië en Grenada wordt kruidnagel geteeld.
| Kruidnagelproductie (FAOSTAT) | Kruidnagelproductie (FAOSTAT) | Kruidnagelproductie (FAOSTAT) |
| Land                          | 2012 (ton)                    | 2017 (ton)                    |
| ----------------------------- | ----------------------------- | ----------------------------- |
| Indonesië                     | 74000                         | 123773                        |
| Madagaskar                    | 23500                         | 19677                         |
| Tanzania                      | 6850                          | 9011                          |
| Sri Lanka                     | 4250                          | 7292                          |
| Comoren                       | 2200                          | 2618                          |
| Kenia                         | 1750                          | 2133                          |
| China                         | 1150                          | 1305                          |
| Maleisië                      | 220                           | 217                           |
| Grenada                       | 36                            | 38                            |

Voor de teelt van kruidnagels worden de bloemknoppen geplukt als ze ongeveer anderhalve centimeter lang en groenroze van kleur zijn. De oogst vindt dus plaats voordat de knoppen uitkomen en een dieprode bloesem vormen. De bloemknoppen worden heel voorzichtig met de hand geplukt. Wanneer ze worden geplukt, staan ze namelijk op het punt van uitkomen en dat moet nu juist worden voorkomen. Als een bloemknop opengaat, is deze namelijk niet meer als specerij te gebruiken. De bloemknoppen worden op grasmatten of betonvloeren uitgespreid om in de buitenlucht te drogen. Het duurt maar een paar dagen voordat de kruidnagels droog zijn. Hierna zijn de bloemknoppen donkerbruin met iets lichterbruine kopjes, en heten ze kruidnagels. Kruidnagels hebben al meteen de karakteristieke sterke, zoete, pikante en doordringende geur en smaak. Kruidnagel wordt in zijn geheel of gemalen in de handel gebracht.

## Geschiedenis
In China en in Indonesië was de kruidnagel al eeuwen voor onze jaartelling bekend. In China moest iedereen die het woord wilde richten tot de keizer, een kruidnagel in de mond stoppen om zijn lucht te zuiveren. De Romeinen hebben de kruidnagel in Europa geïntroduceerd. Gedurende de middeleeuwen werd de kruidnagel in Europa niet veel gebruikt, omdat die erg duur was. Vanaf Ceylon (het huidige Sri Lanka) werden de kruidnagels over de karavaanroute naar Alexandrië vervoerd.
De Portugezen maakten vanaf het moment dat zij de archipel van de Molukken veroverden, een einde aan de specerijenhandel van de Molukkers. In 1480 verscheen een afbeelding van kruidnagelen in het Getijdenboek van Filips van Kleef. Kruidnagels werden vanaf 1529 alleen in Lissabon en Antwerpen verhandeld.
Toen de Hollanders van de Vereenigde Oostindische Compagnie (VOC) in 1629 de Molukken op de Portugezen veroverden, stelden zij daar de doodstraf in op de export van kruidnagelbomen. In 1656 werd na de Grote Ambonse Oorlog de expansiepolitiek met succes bekroond en werd de kruidnagelproductie beperkt tot het eiland Ambon en drie kleinere eilanden ten oosten daarvan: Haruku, Saparua en Nusa Laut. Alle bomen buiten dit gebied werden omgehakt. De sultans van Ternate en Tidore kregen als compensatie voor de bomen in 1652 en 1657 een forse geldelijke vergoeding. Daar waar de bomen nog wel waren toegestaan, was men verplicht alle kruidnagels aan de VOC te leveren. Aan de inheemse producenten werd maximaal 25 cent per pond betaald, terwijl de nagelen in Europa en Azië werden verkocht voor tussen de 3 en 4 gulden per pond.
Ondanks de doodstraf op de handel in levende kruidnagel, lukte het de Fransman Pierre Poivre toch om in 1770 op de Molukken in het geheim jonge kruidnagelbomen te verkrijgen, die hij op Mauritius in de Jardin du Roi aanplantte (de tegenwoordige Sir Seewoosagur Ramgoolam Botanical Garden). Van daaruit werden ze in 1818 op Zanzibar en Pemba geïntroduceerd en na 1820 ook op Madagaskar (Île Sainte-Marie).
... · 
S. aqueum (Djamboe aer) · 
S. aromaticum (Kruidnagelboom) · 
S. cumini (Jambolan) · 
S. jambos (Djamboe aer mawar) · 
S. malaccense (Djamboe bol) · 
S. samarangense (Djamboe semarang) · 
S. sandwicense (Ohia ha) · 
...